# Epitheca marginata
Epitheca marginata är en trollsländeart som först beskrevs av Selys 1883.  Epitheca marginata ingår i släktet Epitheca och familjen skimmertrollsländor. IUCN kategoriserar arten globalt som livskraftig. Inga underarter finns listade i Catalogue of Life.